# Logouana
Logouana is een gemeente (commune) in de regio Sikasso in Mali. De gemeente telt 8400 inwoners (2009).
De gemeente bestaat uit de volgende plaatsen:
- Koreasso
- Lelebougoro
- Leleni
- Leresso
- Logouana